# Шолом-Алейхем
Шо́лом-Але́йхем (идиш שלום עליכם‎ — Шо́лем-Але́йхем, дословно мир вам; настоящее имя Соломо́н Нау́мович (Шо́лом Но́химович) Рабино́вич; 2 [14] марта 1859, Переяслав, Российская империя — 13 мая 1916[…], Нью-Йорк, Нью-Йорк) — еврейский писатель и драматург, один из основоположников современной художественной литературы на идише (наряду с Менделе Мойхер-Сфоримом и Ицхоком-Лейбушем Перецем), в том числе детской. Писал также на иврите и на русском языке.

## Биография
Родился 2 марта 1859 года в небогатой еврейской семье, родители — Нохим Волькович Рабинович (1829—1888) и Хая-Эстер Рабинович. Раннее детство провёл в селе Воронькове (сейчас Бориспольский район Киевской области Украины). Мать умерла, когда мальчику исполнилось 13 лет (отец позднее повторно женился на Хине-Ите Шлёмовне-Лейбовне Рабинович). В возрасте 15 лет, вдохновлённый Робинзоном Крузо, он написал собственную, еврейскую версию повести и решил стать писателем. Взял псевдоним «Шолом-Алейхем» (мир вам — традиционное еврейское приветствие).
После окончания школы в 1876 году три года в Киеве обучал дочь каневского купца второй гильдии Мейлаха Шаевича Лоева Гудл (Ольгу), чья семья происходила из Богуслава. Между учителем и ученицей вспыхнуло чувство, в результате чего ученица забеременела и писатель потерял работу в доме у Лоева. Через шесть лет, уже после неудачного первого брака и будучи к тому времени (1880—1883) лубенским уездным раввином, 12 мая 1883 года в Киеве, вопреки воле своего отца, она стала его женой и родила ему шестерых детей. После смерти тестя (1885) Шолом-Алейхем стал наследником большого состояния, однако ему не удалось выгодно распорядиться этими деньгами, вложить их в дело, чтобы приумножить семейный капитал. Писатель был приписан к васильковским купцам второй гильдии и получил разрешение поселиться с семьёй в Киеве.
Известен как человек, поменявший множество совершенно разноплановых профессий, начиная от странствующего репетитора и заканчивая игроком на бирже. Именно увлечение биржевыми спекуляциями, которому он предался в Одессе, подвело начинающего финансиста. Также спонсировал выпуск журналов, которые печатали художественные произведения на идише. Таким образом, вскоре грандиозное наследство было промотано окончательно и бесповоротно. Однако к началу XX века он приобрёл известность как автор стихотворных произведений и прозаических текстов на идише. Шолом-Алейхем обожал публичные выступления, постоянно организовывал их по всему миру, поэтому уже в скором времени он стяжал себе славу сложившегося писателя с мировым именем.
С 1883 года писал почти исключительно на идише (за исключением нескольких рассказов и публикаций на русском и иврите). Своей целью поставил просвещение простого народа, иврит же знали немногие. Получив наследство после смерти тестя, он издал альманах די ייִדישע פאלקס־ביבליאטעק (Ди йидише фолкс-библиотек, Еврейская народная библиотека) на идише, помогал молодым авторам, выплачивая им большие гонорары.
С симпатией относился к сионистскому движению (хотя и не разделял в полной мере его идеалов), в 1888 году он вступил в палестинофильскую организацию «Ховевей Цион», а в 1907 году был делегатом от США на VIII Сионистском конгрессе в Гааге. Критики называют его еврейским Марком Твеном. Позже, при встрече, Марк Твен заметил, что считает себя американским Шолом-Алейхемом.
После 1891 года жил в Одессе. На протяжении 1903—1905 годов жил в Киеве, в доме по улице Мариинско-Благовещенской (ныне — улица имени Панаса Саксаганского), 27, в квартире на третьем этаже (на доме в 1988 году установлена мемориальная доска с бюстом писателя). В эти годы он активно занимался литературной и общественной деятельностью, например, готовил издание в пользу пострадавших от Кишинёвского погрома. После погромов в 1905 уехал с семьёй в Швейцарию, затем в Германию.
Однако всё сильнее начала давать знать о себе неизлечимая в то время болезнь писателя — туберкулёз, хотя до самого конца Шолом-Алейхем выказывал несокрушимую энергию и неиссякаемую жажду творчества, постоянно устраивая творческие гастроли с публичными чтениями и устными выступлениями. С началом Первой мировой войны в 1914 году, как российский подданный, был интернирован и выслан из Германии в нейтральную Данию.
Перебрался в Нью-Йорк, где прожил последние годы жизни.
Скончался от туберкулёза 13 мая 1916 года в Нью-Йорке, на 58-м году жизни. 15 мая был похоронен на Старом кладбище (Old Mount Carmel) в Куинсе. Его провожало к могиле около ста тысяч человек.

## Семья
- Жена (с 12 мая 1883) — Ольга Михайловна (Гудл Мейлаховна) Лоева[15]. Шестеро детей:
  - Дочь Сарра (1 мая 1887, Белая Церковь — 1964)[24], с 1909 года была замужем за врачом и литератором Михаилом Кауфманом; внучка — американская писательница и педагог Бел Кауфман.
  - Дочь Ноэми (10 июня 1888, Киев)[17].
  - Сын Михаил (24 октября 1889, Киев)[16].
- Брат — Вольф (Вевик) Рабинович (1864—1939), автор книги воспоминаний о Шолом-Алейхеме «Майн брудер Шолем Алейхем» («Мой брат Шолом-Алейхем». Киев: Мелухе-фарлаг, 1939).

### Романы
- Тайбеле (1884)
- Детская игра (Киндер-шпил, 1886)
- Иоселе-Соловей (1886)
- Сендер Бланк и его семейка (Сендер Бланк ун зайн гезиндл, 1888—1903)
- Стемпеню[англ.] (1888)
- В бурю (Ин штурм, 1907)
- Блуждающие звёзды (Блонджнде штерн, 1909—1911)
- Кровавая шутка (Дер блутикер шпас, 1912—1913)
- С ярмарки (Фунем ярид, 1916)

### Повести
- Два камня (Цвей штейнер, 1883)
- Менахем-Мендл (1892—1903)
- Тевье-молочник (Тевье дер милхикер, 1894—1914)
- Мошкеле-вор (Мошкеле ганев, 1903)
- Домой на Пасху (1903)
- Аман и его дочери (1903)
- Мальчик Мотл[англ.] (Мотл Пейси дем хазнс, 1907—1916)
- Песнь песней (Шир аширим, 1909—1911)
- Избранные (Из жизни маленьких людей) (1911)[25]
- Летние романы (Зумердике романен, 1914—1915)

### Циклы новелл
- Рассказы для еврейских детей (Майсес фар йидише киндер, 1887—1910)
- Неунывающие (1901—1905)
- Касриловка (1901—1915)
- Монологи (1901—1916)
- Железнодорожные рассказы (1902—1911)

### Пьесы
- Доктора! (1887—1907)
- Сходка (1890)
- Якнехоз, или Большая биржевая игра (Якнехоз, одер Дер гройсер берзен-шпил, 1894)
- Поздравляем![англ.] (1889)
- Люди (1908)
- Крупный выигрыш (Дос гройсе гевинс, 1915)

### Собрания сочинений
- Собрание сочинений в шести томах. Ред. коллегия М. С. Беленький, С. З. Галкин, Вс. В. Иванов, Н. Г. Лурье, Б. Н. Полевой. Перевод с еврейского. Критико-биографический очерк Р. Рубиной. Оформление художника Г. А. Кравцова. М. Художественная литература. 1959—1961
- Собрание сочинений. Предисл. М. Бажана. т. 1—6. М., 1971—1974
- Избранные произведения. Т. 1—8. М., 1910—1913
- Собрание сочинений в шести томах. Ред. коллегия Г. Бакланов, М. Беленький, В. Лакшин, И. Рабин. Вступительная статья М. Беленького. Оформление Е. Никитина. М. Художественная литература. 1988—1990

## Память
- К столетию со дня рождения писателя в Москве вышло собрание сочинений в шести томах на русском языке.
- Мюзикл «Скрипач на крыше», поставленный по мотивам рассказов писателя о Тевье-молочнике в 1964 в Нью-Йорке, стал первой коммерчески успешной англоязычной постановкой о жизни восточноевропейских евреев.
- В 1997 в Киеве был открыт памятник писателю.
- В 2001 установлен памятник писателю в Москве.
- В 2009 году в Киеве был открыт Музей Шолом-Алейхема.
- В честь Шолом-Алейхема назван кратер на Меркурии.
- В административном центре Еврейской автономной области — городе Биробиджане именем Шолом-Алейхема названы центральная улица и областная научная библиотека, на одной из площадей (называемой «Арбат») установлен памятник писателю. Его имя присвоено одному из вузов города — Приамурскому государственному университету.
- В Днепре в честь Шолом-Алейхема названа одна из центральных улиц города (бывшая Еврейская), на которой находится синагога «Золотая Роза»
- В Харькове, Алма-Ате, Белой Церкви, Бельцах, Броварах, Виннице, Гродно, Дрогобыче, Житомире, Бердичеве, Бродах, Львове, Сквире, Черновцах, Полтаве, Киеве, Коростене, Лиде, Рогачёве, Херсоне а также в нескольких городах Израиля в честь Шолом-Алейхема названы улицы.
- В центре города Киева (на углу ул. Большой Васильковской, бывш. Красноармейская) с довоенных времен висела мемориальная доска, на которой было написано, что здесь жил великий еврейский писатель Шолом-Алейхем. Когда Киев был в гитлеровской оккупации, доску демонтировали. С окончанием войны доску опять повесили. По указанию первого секретаря ЦК КПУ Владимира Щербицкого доску поменяли на другую без упоминания еврейской принадлежности писателя[26]. После реставрации дома доску опять сняли.
- Мемориальная доска из мрамора в Киеве по ул. Шолом-Алейхема № 15. (с 1959 года) Арх. И. Л. Шмульсон.
- В начале 1930-х годов в Хмельницком существовала улица Шолом-Алейхема. В 1940 году улице было возвращено предыдущее название — Подкаменецкая, а в 1946 году она была переименована в переулок Карла Маркса.
- В Киеве ныне действует Еврейский музыкально-драматический театр имени Шолом-Алейхема. Руководитель Авигдор Юрьевич Фрейдлис
- Памятная доска в Одессе на доме № 28 по улице Канатной.
- Улица Мясоедовская в Одессе в период с 1928 года по 1995 год (кроме периода оккупации 1941—1944) носила имя Шолом-Алейхема.
- В 2020 установлен памятник в Белой Церкви.
- В Вильнюсе в честь Шолом-Алейхема названа гимназия.

- Памятник в Биробиджане
- Статуя Шолом-Алейхема в Нетании, Израиль. Скульптор Лев Сигал
- Памятник Шолом-Алейхему в Москве

### В филателии
- Почтовые марки в честь 100-летия Шолом-Алейхема в 1959 году были выпущены в Израиле (каталог Yvert et Tellier 150), Румынии (Yvert et Tellier 1619), СССР (Yvert et Tellier 2148).
- В 2001 году в Гамбии выпущена почтовая марка с портретом Шолом-Алейхема (Yvert et Tellier 3414).
- 150-летие Шолом-Алейхема в 2009 году отметила выпуском почтовой марки Украина (Yvert et Tellier 937).

- Почтовая марка СССР, 1959 год
- Шолом-Алейхем на марке Израиля, выпущенной к столетию писателя
- Шолом-Алейхем на марке Украины. Гашение «автограф» в день его рождения и в месте его рождения, 18.02.2009
- Гашение первого дня «чтец», Киев, 2009 год

## Экранизации
- 1919 — Разрушая барьеры[англ.] / Broken Barriers, США, режиссёр Чарльз Э. Девенпорт, по мотивам повести «Тевье-молочник».
- 1925 — Еврейское счастье («Менахем-Мендл»), СССР, режиссёр Алексей Грановский, по мотивам рассказов писателя.
- 1926 — Блуждающие звёзды, СССР, режиссёр Григорий Гричер-Чериковер
- 1927 — Мабул, СССР, режиссёр Евгений Иванов-Барков, по роману «Потоп»
- 1928 — Сквозь слёзы, СССР режиссёр Григорий Гричер-Чериковер. Фильм снят по мотивам рассказов Шолом Алейхема «Зачарованный портной», «Мотеле — сын Кантора Пейса» и «Ножик».[27]
- 1939 — Тевье / Tevya (реж. Морис Шварц / Maurice Schwartz)
- 1971 — Скрипач на крыше (реж. Норман Джуисон)
- 1985 — Тевье-молочник, телеспектакль (реж. Сергей Евлахишвили)
- 1991 — Блуждающие звёзды (реж. Всеволод Шиловский)
- 1993 — Поминальная молитва, телевизионная версия спектакля театра «Ленком» (реж. Марк Захаров)
- 1995 — Спектакль «Золотоискатели», Саратовский еврейский театр. Телевезионная версия Саратовского ГТРКа. Режиссёры-постановщики Владимир и Елена Мериины.
- 2016 — Блуждающие звёзды, телевизионная версия моноспектакля Татьяны Хазановской в Центральном доме актёра им. А. А. Яблочкиной (реж. Нина Михоэлс)
- 2017 — Мир вашему дому! (по пьесе Григория Горина «Поминальная молитва», реж. Владимир Лерт)